# Спутник-40
„Спутник 40“ (известен още като „Спутник ПС-2“, „Радио Спутник 17“ (РС-17) и „Mини-Спутник“) е любителски спътник, трети модел на „Спутник-1“.

## Устройство
Формата на спътника наподобява прототипа, създаден от студенти от Политехническия институт в Налчик, Кабардино-Балкария.
Предавателят е създаден от студенти от колежа Jules Reydellet College в Реюнион. Той спира излъчването си на 29 декември същата година, след изтощаване на батериите му.

## Полет
До орбиталната станция „Мир“ е доставен с товарен космически кораб „Прогрес М-36“. От самата станция е изстрелян на 3 ноември 1997 г. в чест на 40-ата годишнина от изстрелването на „Спутник-1“.
„Спутник 40“ е наследен от „Спутник 41“ на следващата година, който също носи предавател.